# Les Hauts-d'Anjou
Les Hauts-d'Anjou est depuis le 15 décembre 2016, une commune nouvelle française, située dans le département de Maine-et-Loire, en région Pays de la Loire.
Au 1er janvier 2019, elle est étendue à la commune de Châteauneuf-sur-Sarthe qui en devient le chef-lieu.

## Géographie

### Localisation
| Daon (Mayenne), Ménil (Mayenne), La Jaille-Yvon | Bierné-les-Villages (Mayenne) | Miré                         |
| Chenillé-Champteussé                            | Hauts-d'Anjou                 | Morannes sur Sarthe-Daumeray |
| Sceaux-d'Anjou                                  | Juvardeil, Cheffes, Écuillé   | Étriché                      |

### Climat
Pour des articles plus généraux, voir Climat des Pays de la Loire et Climat de Maine-et-Loire.
En 2010, le climat de la commune est de type climat océanique altéré, selon une étude du CNRS s'appuyant sur une série de données couvrant la période 1971-2000. En 2020, Météo-France publie une typologie des climats de la France métropolitaine dans laquelle la commune est exposée à un climat océanique et est dans la région climatique Moyenne vallée de la Loire, caractérisée par une bonne insolation (1 850 h/an) et un été peu pluvieux.
Pour la période 1971-2000, la température annuelle moyenne est de 11,9 °C, avec une amplitude thermique annuelle de 14,1 °C. Le cumul annuel moyen de précipitations est de 698 mm, avec 11,6 jours de précipitations en janvier et 6,3 jours en juillet. Pour la période 1991-2020, la température moyenne annuelle observée sur la station météorologique de Météo-France la plus proche, sur la commune de Montreuil-sur-Loir à 10 km à vol d'oiseau, est de 12,3 °C et le cumul annuel moyen de précipitations est de 697,3 mm,. Pour l'avenir, les paramètres climatiques de la commune estimés pour 2050 selon différents scénarios d'émission de gaz à effet de serre sont consultables sur un site dédié publié par Météo-France en novembre 2022.

## Urbanisme

### Typologie
Au 1er janvier 2024, Les Hauts-d'Anjou est catégorisée commune rurale à habitat dispersé, selon la nouvelle grille communale de densité à sept niveaux définie par l'Insee en 2022.
Elle appartient à l'unité urbaine de Les Hauts-d'Anjou, une unité urbaine monocommunale constituant une ville isolée,. Par ailleurs la commune fait partie de l'aire d'attraction d'Angers, dont elle est une commune de la couronne,. Cette aire, qui regroupe 81 communes, est catégorisée dans les aires de 200 000 à moins de 700 000 habitants,.

## Histoire
La commune nouvelle est créée par l'arrêté préfectoral du 15 décembre 2016 avec effet au 1er janvier 2017. Elle naît de la fusion des communes Brissarthe, Contigné, Cherré, Champigné, Marigné, Sœurdres et Querré. Son siège est fixé au chef-lieu de l'ancienne commune de Champigné.
Un projet de rapprochement avec la commune de Châteauneuf-sur-Sarthe est évoqué en 2018. Les conseils municipaux des Hauts d'Anjou et de Châteauneuf-sur-Sarthe votent le 13 novembre 2018 leur fusion en une commune nouvelle à effet au 1er janvier 2019.
Cette fusion est officialisée par l'arrêté préfectoral du 23 novembre 2018 entraînant une correction du toponyme afin de correspondre aux normes topographiques françaises.

## Politique et administration

### Administration municipale

#### Administration actuelle

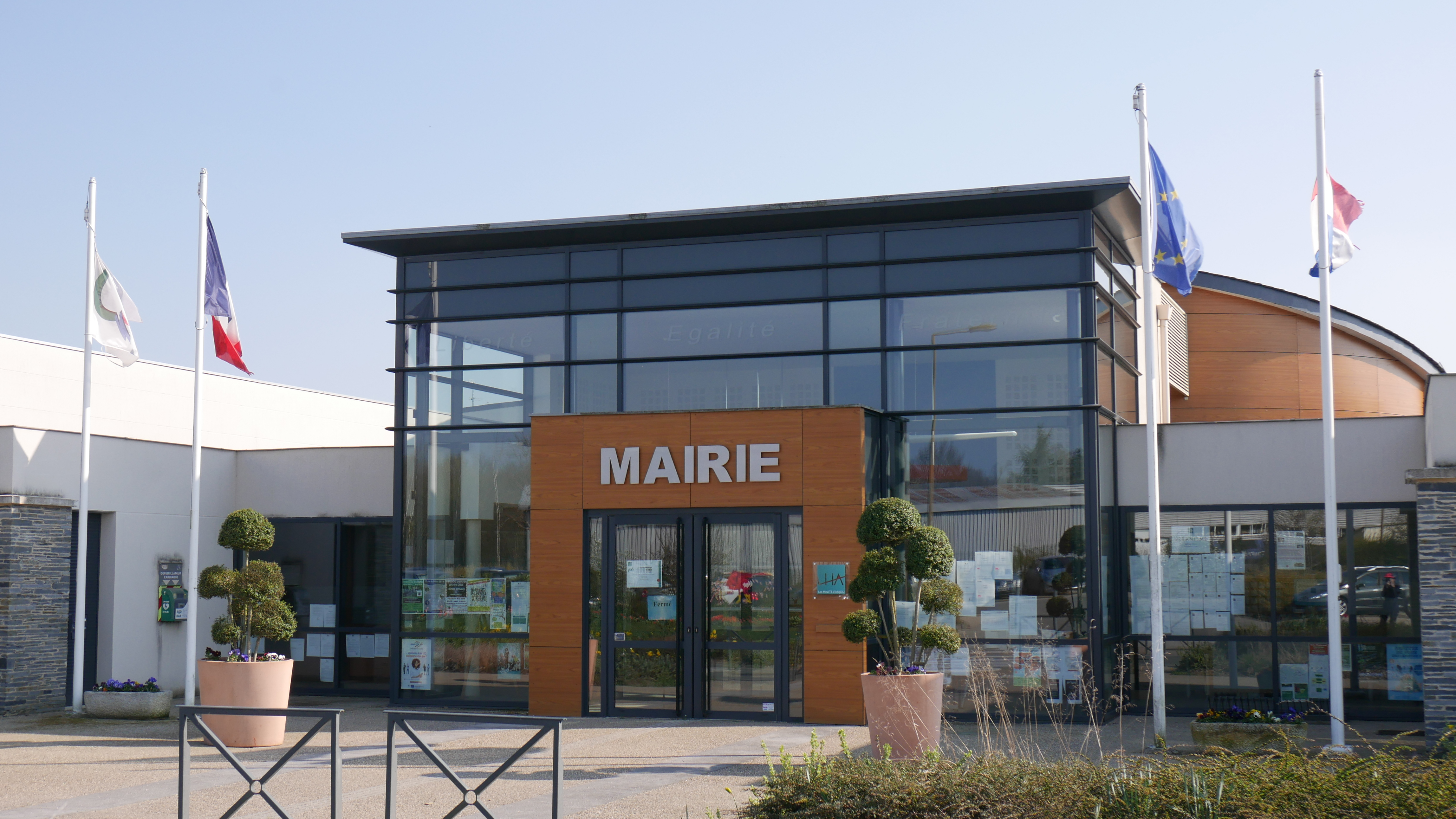
Mairie de Champigné.

L’hôtel de ville de la commune Les Hauts-d’Anjou se situe sur la commune déléguée de Châteauneuf-sur-Sarthe, cependant les réunions du conseil municipal se déroulent à la mairie de Champigné.
| Période      | Période                       | Identité                                                                                          | Étiquette | Qualité |
| ------------ | ----------------------------- | ------------------------------------------------------------------------------------------------- | --------- | ------- |
| janvier 2019 | En cours (au 11 février 2025) | Maryline Lézé,« Vos élus - Le Maire », sur Mairie des Hauts-d'Anjou (consulté le 11 février 2025) | DVD       |         |

En 2025, la maire des Hauts-d’Anjou, Maryline Lézé, est condamnée par le tribunal correctionnel d’Angers à 15 000 € d’amende, dont 10 000 € avec sursis, pour détournement de fonds publics, faux et usage de faux ; aucune peine d’inéligibilité n’est prononcée, la justice retenant l’absence d’enrichissement personnel,. 
Selon la presse locale, les faits s’inscrivent dans le contexte de la création de la commune nouvelle : le 18 janvier 2017, le conseil municipal a voté à l’unanimité un « mandat spécial » visant à compenser l’écart d’indemnités entre maires délégués ; la mise en œuvre a toutefois conduit à l’établissement de frais de déplacement fictifs, à l’origine de la condamnation. 

#### Administration ancienne
| Période          | Période       | Identité      | Étiquette | Qualité |
| ---------------- | ------------- | ------------- | --------- | ------- |
| 19 décembre 2016 | décembre 2018 | Maryline Lézé | DVD       |         |

### Communes déléguées
Ne pas tenir compte de la colonne Intercommunalité.
| Nom                            | Code Insee | Intercommunalité             | Superficie (km2) | Population (dernière pop. légale) | Densité (hab./km2) |
| ------------------------------ | ---------- | ---------------------------- | ---------------- | --------------------------------- | ------------------ |
| Châteauneuf-sur-Sarthe (siège) | 49080      | CC des Vallées du Haut-Anjou | 14,39            | 3 137 (2014)                      | 218                |
| Brissarthe                     | 49051      | CC du Haut Anjou             | 16,99            | 624 (2014)                        | 37                 |
| Champigné                      | 49065      | CC du Haut Anjou             | 22,70            | 2 121 (2014)                      | 93                 |
| Cherré                         | 49096      | CC du Haut Anjou             | 13,91            | 544 (2014)                        | 39                 |
| Contigné                       | 49105      | CC du Haut Anjou             | 23,31            | 766 (2014)                        | 33                 |
| Marigné                        | 49189      | CC du Haut Anjou             | 24,41            | 697 (2014)                        | 29                 |
| Querré                         | 49254      | CC du Haut Anjou             | 12,41            | 333 (2014)                        | 27                 |
| Sœurdres                       | 49335      | CC du Haut Anjou             | 15,24            | 390 (2014)                        | 26                 |

## Population et société

### Démographie

#### Évolution démographique
L'évolution du nombre d'habitants est connue à travers les recensements de la population effectués dans la commune depuis sa création.

En 2022, la commune comptait 8 712 habitants, en évolution de −0,73 % par rapport à 2016 (Maine-et-Loire : +2,12 %, France hors Mayotte : +2,11 %).
| 2015  | 2020  | 2022  |
| ----- | ----- | ----- |
| 5 515 | 8 743 | 8 712 |

#### Pyramide des âges
La population de la commune est relativement jeune. En 2018, le taux de personnes d'un âge inférieur à 30 ans s'élève à 37,5 %, soit un taux supérieur à la moyenne départementale (37,2 %). À l'inverse, le taux de personnes d'un âge supérieur à 60 ans (24,3 %) est inférieur au taux départemental (25,6 %).
En 2018, la commune comptait 4 356 hommes pour 4 406 femmes, soit un taux de 50,29 % de femmes, inférieur au taux départemental (51,37 %).
Les pyramides des âges de la commune et du département s'établissent comme suit :
| Hommes | Classe d’âge | Femmes |
| ------ | ------------ | ------ |
| 0,9    | 90 ou +      | 2,5    |
| 6,6    | 75-89 ans    | 9,6    |
| 14,5   | 60-74 ans    | 14,4   |
| 19,4   | 45-59 ans    | 18,1   |
| 19,8   | 30-44 ans    | 19,1   |
| 16,1   | 15-29 ans    | 14,8   |
| 22,6   | 0-14 ans     | 21,4   |

| Hommes | Classe d’âge | Femmes |
| ------ | ------------ | ------ |
| 0,9    | 90 ou +      | 2,1    |
| 7      | 75-89 ans    | 9,5    |
| 16,2   | 60-74 ans    | 16,9   |
| 19,4   | 45-59 ans    | 18,7   |
| 18,2   | 30-44 ans    | 17,5   |
| 18,8   | 15-29 ans    | 17,6   |
| 19,5   | 0-14 ans     | 17,6   |

## Économie
Il convient de se reporter aux articles consacrés aux anciennes communes fusionnées.

## Culture locale et patrimoine
Il convient de se reporter aux articles consacrés aux anciennes communes fusionnées.